# Salzmantel

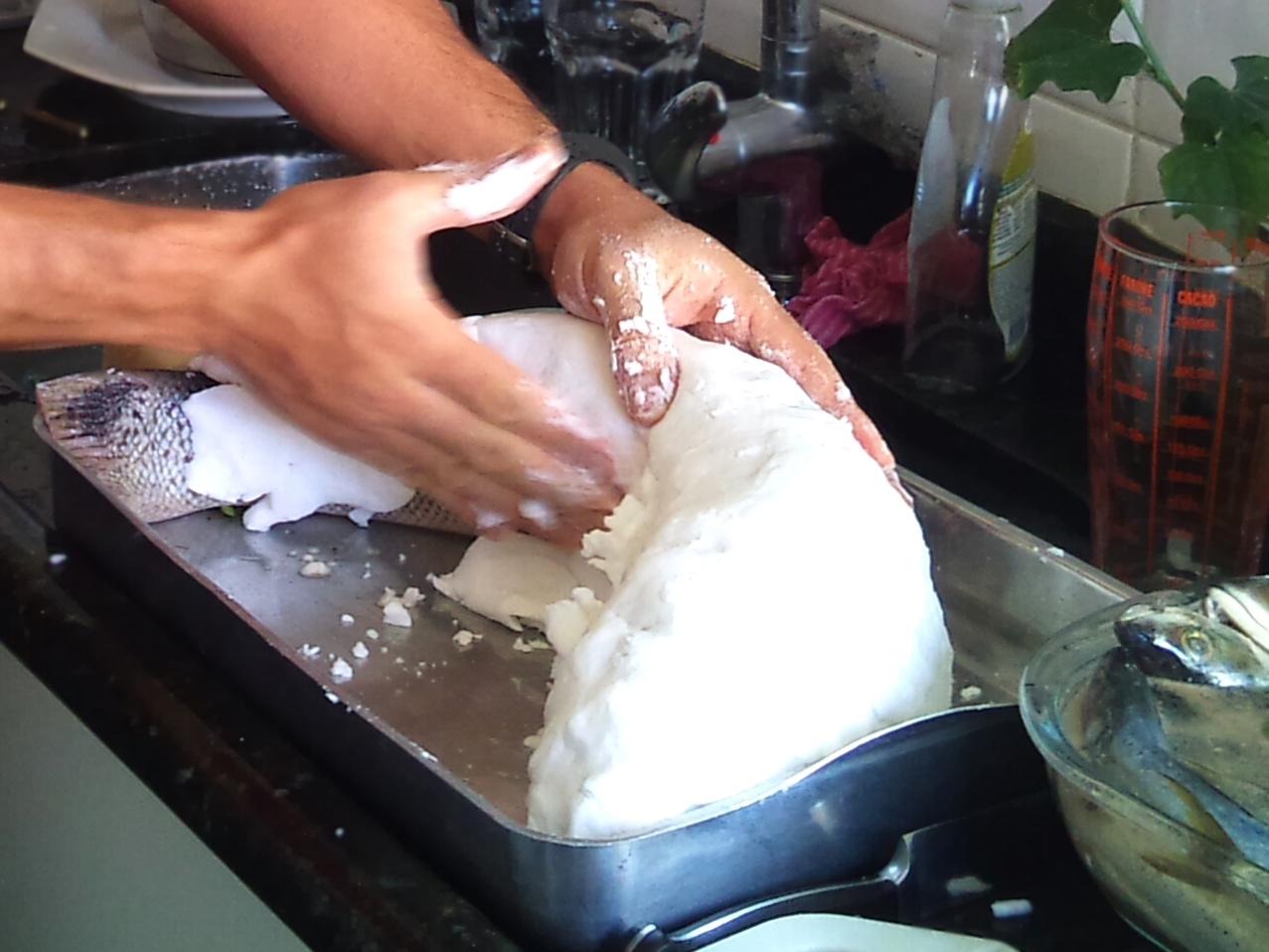
Herstellen des Salzmantels bei einem Fisch, der „in Salzkruste“ im Ofen gegart werden soll

Das Garen im Salzmantel oder in der Salzkruste ist ein traditionelles, besonders schonendes Verfahren zur Zubereitung empfindlicher Zutaten, vor allem von Fischen und Geflügel, aber auch von zartem Fleisch. So zubereitete Gerichte sind sehr saftig und mildaromatisch, die poröse Kruste erlaubt zugleich ein Bräunen der Oberfläche.
Verwendet wird für den Salzmantel grobes Speisesalz, bevorzugt Meersalz, das mit etwas Wasser und meist noch verschlagenem Eiweiß (bei gereinigtem und besonders bei mit Trennmittel behandeltem Salz) vermischt wird. Auf ein Kilogramm der Hauptzutat werden etwa zwei Kilogramm Salz benötigt. Zur Zubereitung des Gerichts wird zuerst die eine Hälfte der Salzmischung auf ein Backblech verteilt, anschließend der ganze Fisch, das ganze Geflügel oder das Fleischstück – zuvor gewürzt, doch ungesalzen – daraufgelegt und mit dem restlichen Salz bedeckt. Dann wird der Mantel gleichmäßig etwa einen Zentimeter dick angedrückt. Schließlich wird alles im Backofen bei mittlerer Hitze etwa eine halbe Stunde gegart, Geflügel etwa eine Stunde. Beim Servieren wird der nun erstarrte Salzmantel vorsichtig zerschlagen oder aufgeschnitten und auf der Oberseite entfernt. Klassische Ergänzung zu Fisch im Salzmantel ist Beurre blanc.
Entstanden ist diese Zubereitungsart vermutlich an Küstenorten mit Meerwassersalinen, wo sie teilweise auch heute noch gepflegt wird, wie z. B. in Batz-sur-Mer in Frankreich.